# Sciaphila secundiflora
Sciaphila secundiflora är en enhjärtbladig växtart som beskrevs av George Henry Kendrick Thwaites och George Bentham. Sciaphila secundiflora ingår i släktet Sciaphila och familjen Triuridaceae. Inga underarter finns listade.